# CYP3A5
Citocromo P450 3A5 é uma proteína que em humanos é codificada pelo gene CYP3A5.

## Descrição
Este gene codifica um membro da superfamília citocromo P450, que são enzimas que catalisam as reações envolvidas no metabolismo de muitas drogas e da síntese de colesterol, esteróides e outros lipídeos. A CYP3A5 se localiza no retículo endoplasmático e a sua expressão é induzida por glucocorticóides e por alguns agentes farmacológicos. Ela metaboliza drogas, tais como a nifedipina e a ciclosporina, bem como os esteróides progesterona, testosterona e androstenediona. O gene CYP3A5 é parte de um conjunto de genes do citocromo P450 localizado no cromossomo 7q21.1 e este conjunto inclui um pseudogene, o CYP3A5P1, que é muito semelhante ao CYP3A5. Esta semelhança tem causado alguma dificuldade em determinar se as sequências clonadas representam o gene ou o pseudogene.

## Artigos científicos
- Smith G, Stubbins MJ, Harries LW, Wolf CR (1999). «Molecular genetics of the human cytochrome P450 monooxygenase superfamily.». Xenobiotica. 28 (12): 1129–65. PMID 9890157. doi:10.1080/004982598238868
- Lee SJ, Goldstein JA (2006). «Functionally defective or altered CYP3A4 and CYP3A5 single nucleotide polymorphisms and their detection with genotyping tests.». Pharmacogenomics. 6 (4): 357–71. PMID 16004554. doi:10.1517/14622416.6.4.357
- Aoyama T, Yamano S, Waxman DJ,;  et al. (1989). «Cytochrome P-450 hPCN3, a novel cytochrome P-450 IIIA gene product that is differentially expressed in adult human liver. cDNA and deduced amino acid sequence and distinct specificities of cDNA-expressed hPCN1 and hPCN3 for the metabolism of steroid hormones and cyclosporine.». J. Biol. Chem. 264 (18): 10388–95. PMID 2732228
- Schuetz JD, Molowa DT, Guzelian PS (1989). «Characterization of a cDNA encoding a new member of the glucocorticoid-responsive cytochromes P450 in human liver.». Arch. Biochem. Biophys. 274 (2): 355–65. PMID 2802615. doi:10.1016/0003-9861(89)90449-9
- Murray GI, Pritchard S, Melvin WT, Burke MD (1995). «Cytochrome P450 CYP3A5 in the human anterior pituitary gland.». FEBS Lett. 364 (1): 79–82. PMID 7750548. doi:10.1016/0014-5793(95)00367-I
- Jounaïdi Y, Guzelian PS, Maurel P, Vilarem MJ (1995). «Sequence of the 5'-flanking region of CYP3A5: comparative analysis with CYP3A4 and CYP3A7.». Biochem. Biophys. Res. Commun. 205 (3): 1741–7. PMID 7811260. doi:10.1006/bbrc.1994.2870
- McKinnon RA, Burgess WM, Hall PM,;  et al. (1995). «Characterisation of CYP3A gene subfamily expression in human gastrointestinal tissues.». Gut. 36 (2): 259–67. PMC 1382414. PMID 7883227. doi:10.1136/gut.36.2.259
- Kolars JC, Lown KS, Schmiedlin-Ren P,;  et al. (1995). «CYP3A gene expression in human gut epithelium.». Pharmacogenetics. 4 (5): 247–59. PMID 7894497. doi:10.1097/00008571-199410000-00003
- Lown KS, Kolars JC, Thummel KE,;  et al. (1995). «Interpatient heterogeneity in expression of CYP3A4 and CYP3A5 in small bowel. Lack of prediction by the erythromycin breath test.». Drug Metab. Dispos. 22 (6): 947–55. PMID 7895614
- Schuetz JD, Beach DL, Guzelian PS (1994). «Selective expression of cytochrome P450 CYP3A mRNAs in embryonic and adult human liver.». Pharmacogenetics. 4 (1): 11–20. PMID 8004129. doi:10.1097/00008571-199402000-00002
- Maruyama K, Sugano S (1994). «Oligo-capping: a simple method to replace the cap structure of eukaryotic mRNAs with oligoribonucleotides.». Gene. 138 (1-2): 171–4. PMID 8125298. doi:10.1016/0378-1119(94)90802-8
- Schuetz JD, Schuetz EG, Thottassery JV,;  et al. (1996). «Identification of a novel dexamethasone responsive enhancer in the human CYP3A5 gene and its activation in human and rat liver cells.». Mol. Pharmacol. 49 (1): 63–72. PMID 8569713
- Jounaïdi Y, Hyrailles V, Gervot L, Maurel P (1996). «Detection of CYP3A5 allelic variant: a candidate for the polymorphic expression of the protein?». Biochem. Biophys. Res. Commun. 221 (2): 466–70. PMID 8619878. doi:10.1006/bbrc.1996.0618
- Hakkola J, Pasanen M, Hukkanen J,;  et al. (1996). «Expression of xenobiotic-metabolizing cytochrome P450 forms in human full-term placenta.». Biochem. Pharmacol. 51 (4): 403–11. PMID 8619884. doi:10.1016/0006-2952(95)02184-1
- Hakkola J, Raunio H, Purkunen R,;  et al. (1996). «Detection of cytochrome P450 gene expression in human placenta in first trimester of pregnancy.». Biochem. Pharmacol. 52 (2): 379–83. PMID 8694864. doi:10.1016/0006-2952(96)00216-X
- Huang Z, Fasco MJ, Figge HL,;  et al. (1997). «Expression of cytochromes P450 in human breast tissue and tumors.». Drug Metab. Dispos. 24 (8): 899–905. PMID 8869826
- Kivistö KT, Bookjans G, Fromm MF,;  et al. (1997). «Expression of CYP3A4, CYP3A5 and CYP3A7 in human duodenal tissue.». British Journal of Clinical Pharmacology. 42 (3): 387–9. PMC 2042681. PMID 8877031. doi:10.1046/j.1365-2125.1996.42615.x
- Janardan SK, Lown KS, Schmiedlin-Ren P,;  et al. (1997). «Selective expression of CYP3A5 and not CYP3A4 in human blood.». Pharmacogenetics. 6 (5): 379–85. PMID 8946469. doi:10.1097/00008571-199610000-00001
- Anttila S, Hukkanen J, Hakkola J,;  et al. (1997). «Expression and localization of CYP3A4 and CYP3A5 in human lung.». Am. J. Respir. Cell Mol. Biol. 16 (3): 242–9. PMID 9070608
- Hukkanen J, Hakkola J, Anttila S,;  et al. (1997). «Detection of mRNA encoding xenobiotic-metabolizing cytochrome P450s in human bronchoalveolar macrophages and peripheral blood lymphocytes.». Mol. Carcinog. 20 (2): 224–30. PMID 9364212. doi:10.1002/(SICI)1098-2744(199710)20:2<224::AID-MC9>3.0.CO;2-M